# Serpiente del faraón

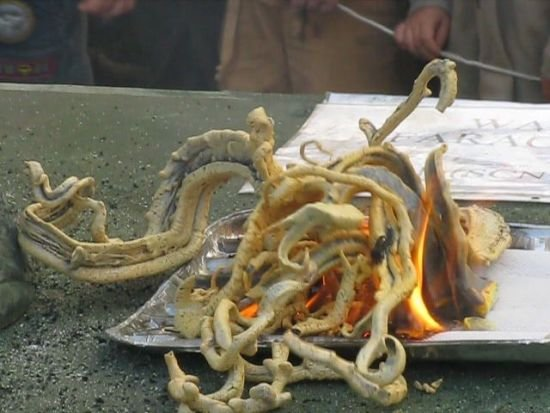
Serpiente del faraón.

La serpiente del faraón es un tipo de fuego artificial,que explota y , después de encender una pequeña porción, el producto comienza a producir humos y cenizas que son expelidas de forma que asemejan el crecimiento de una serpiente. Las cenizas permanecen en el suelo y no emiten explosiones, sonidos o lanzamiento de proyectiles, pero pueden liberar humo.
El bicarbonato de sodio con azúcar son los compuestos químicos comúnmente usados en ese tipo de fuego de artificio. Otros productos son misturas nitradas de aceite de linaza y naftalinas".
La versión más tradicional de la serpiente de faraón produce una «cobra» muy marcada visualmente, pero usa tiocianato de mercurio, y debe realizarse con extremada precaución debido la alta toxicidad de los humos, que contienen vapor de mercurio.